# 白蓮教徒の乱
清代の白蓮教徒の乱（びゃくれんきょうとのらん、中: 川楚白莲教起义）は、1796年から1804年にかけて、白蓮教の信徒が起こした反乱である。白蓮教の乱ともいう。

## 事前の経緯
清は康熙帝・雍正帝・乾隆帝の三代の皇帝により、全盛期を迎え、この時代は康乾盛世（三世の春）と呼ばれる。しかし、その一見華やかな時代の陰で徐々に社会矛盾・官僚の腐敗・地方農民の没落などが進行していた。
乾隆年間には、それまで勢力を弱めていた白蓮教が次々と新教団を作るようになる。1774年、山東省で八卦の新教団が結成され、首領の王倫が反乱を起こした。また、四川省でも厳しい取り立てに抗議する反乱が起こり、鎮圧された後、信徒は白蓮教に吸収された。
清朝は白蓮教の教主である劉松を捕らえて、流刑に処し、劉松の高弟である劉之協の逮捕令を出した。1794年に劉之協は捕らえられるが、護送中に脱走した。

## 勃発
乾隆帝が劉之協の捕縛を命じて和珅（へシェン）の兄弟の和琳（ヘリェン）を白蓮教の鎮圧に送りこみ、全土で過酷な取調べが行われ、無関係の民衆多数が犠牲になり、加えてこれを良いことに官吏たちは捜査の名目で金銭の収奪などを行った。
1795年、乾隆帝が嘉慶帝に皇位を譲ると、ヘシェンが地位を利用して専横を開始した。
これらの事で民衆は不満を募らせ、1796年（嘉慶元年）に湖北省で王聡児・姚之富率いる白蓮教団の指導のもとに反乱を起こした。これを契機として陝西省・四川省でも反乱が起こり、更に河南省・甘粛省にも飛び火した。
白蓮教徒たちは弥勒下生を唱え、死ねば来世にて幸福が訪れるとの考えから命を惜しまずに戦った。この反乱には白蓮教徒以外にも各地の窮迫農民や塩の密売人なども参加しており、参加した人数は数十万といわれる。
それを鎮圧するべき清朝正規軍八旗・緑営は長い平和により堕落しており、反乱軍に対しての主戦力とはならず、それに代わったのが郷勇と呼ばれる義勇兵と団練と呼ばれる自衛武装集団であった。
白蓮教徒たちも組織的な行動が無く、各地でバラバラな行動を取っていたために次第に各個撃破され、1798年に王聡児・姚之富が自害。
1799年に乾隆上皇が崩御し、親政を開始した嘉慶帝がヘシェンを弾劾し、ヘシェンは自殺した。
1800年に劉之協が捕らえられ、1801年には四川の指導者の徐天徳・樊人傑が自害するなど次第に下火になっていき、1802年頃にはほぼ鎮圧された。

## 乱後
鎮圧はしたものの政府がこの反乱に費やした巨額の費用は国庫を空にしてまだ足りず、増税へと繋がり、社会不安を醸成していった。また満州族の軍隊である八旗が弱体化を露呈し、漢民族の軍隊である郷勇・団練に頼らざるを得なかったことは、清朝の威信を失墜させ、少数派である満州族による多数派の漢民族支配への不安を抱かせた。
その後の太平天国の乱で主要な活躍をしたのは郷勇から誕生した湘軍・淮軍であり、曽国藩・李鴻章らによる軍閥化を招いた。